# Robanov Kot
Robanov Kot is een plaats in Slovenië en maakt deel uit van de gemeente Solčava in de NUTS-3-regio Savinjska.